# Banda Municipal de Santiago de Cuba
La Banda Municipal de Santiago de Cuba est la fanfare municipale de Santiago de Cuba, formée en 1898, à la fin de la guerre d'indépendance de Cuba.
Elle a été formée par d'anciens membres de la banda Rebelde, fanfare de la troupe mambí de l'Armée de Terre, dirigée par le Général José Maceo Grajales, dirigée par le capitaine Rafael Iniciarte : les lieutenants Edilberto Serrano et Alejandro Ibarra, le sergent Candelario Griñan et José Sotero Sánchez. 
C'est la seconde fanfare créé à Cuba, après celle de la capitale, La Havane. et un an avant la fanfare nationale, la Banda Nacional
Le 19 septembre 1900 le groupe, dirigé par Calixto Varona a donné son premier concert avec un répertoire composé de pièces espagnoles, valses, polkas et l'hymne national de Cuba, La Bayamesa.
En 1908, ella a remporté le prix de la meilleure fanfare du pays, lors d'un concours organisé à la capitale.
En 1929, elle comptait Compay Segundo comme clarinettiste, qui deviendra célèbre et intègrera le Buena Vista Social Club
Depuis 1974, c’est Alcide Castillo Pénalver qui dirige les 40 musiciens et chanteurs que compte aujourd’hui La Banda : une dizaine de clarinettes, une demi-douzaine de trompettes, trombones et saxophones, ainsi que des tubas, cors, une flûte, un basson et des percussions cubaines. Leur répertoire comporte divers genres de la musique cubaine : criolla, guajira, habanera, danzón, cha-cha-cha, etc.
En 1997, grâce à un couple d’amateurs français (la journaliste Emmanuelle Honorin et le musicien Cyrius Martinez), le premier album de la Banda Municipal de Santiago de Cuba voit le jour.